# Rifugio Gianni Casati
Il rifugio Gianni Casati è un rifugio alpino situato nel comune di Valfurva (SO), in Valtellina nel gruppo Ortles-Cevedale, a 3.269 m s.l.m..

## Storia e informazioni
Si trova al passo del Cevedale, al confine tra Lombardia e Trentino-Alto Adige. La struttura è servita da una teleferica per il trasporto di materiali. È intitolato a Gianni Casati, socio del CAI, sezione di Milano e morto in guerra a Gorizia il 12 agosto 1916. È un punto di partenza per ascensioni alpinistiche al monte Cevedale (3.769 m) e Gran Zebrù (3.851 m).

## Accesso

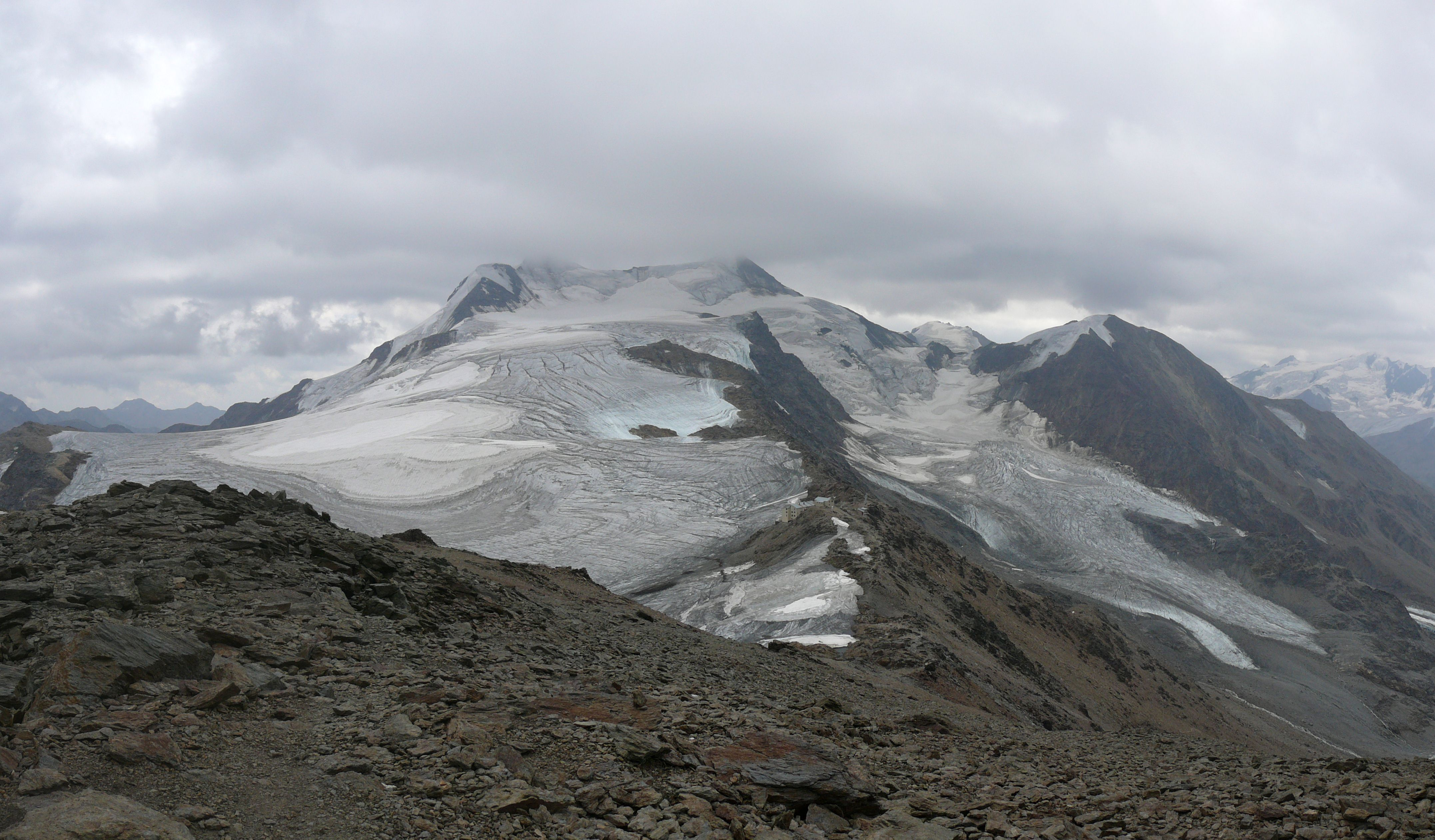
Il monte Cevedale e in basso a destra il rifugio Casati

Le vie d'accesso al rifugio sono tre.
Da Santa Caterina di Valfurva (1.738 m slm) è raggiungibile attraversando dapprima la valle dei Forni, poi la valle Cedèc e giungendo sino al rifugio Pizzini Frattola collocato a quota 2.700 m. Da quest'ultimo rifugio si risale sino ai piedi del ghiacciaio a quota 3269 m ove è sito il rifugio Casati.
Da Solda il rifugio è raggiungibile con la funivia al rifugio Città di Milano e proseguendo a piedi per un tragitto di due ore su ghiacciaio.
Infine è possibile raggiungere il rifugio dalla val Martello con una camminata di circa quattro ore.

## Ascensioni
- Gran Zebrù (3.859 m)
- Monte Cevedale (3.779 m), 2 ore e 30 min
- Cima Solda (Suldenspitze, 3.376 m), 30 min
- Cima Tre Cannoni (3310 m), 30 min